# Josefschwestern von Cluny

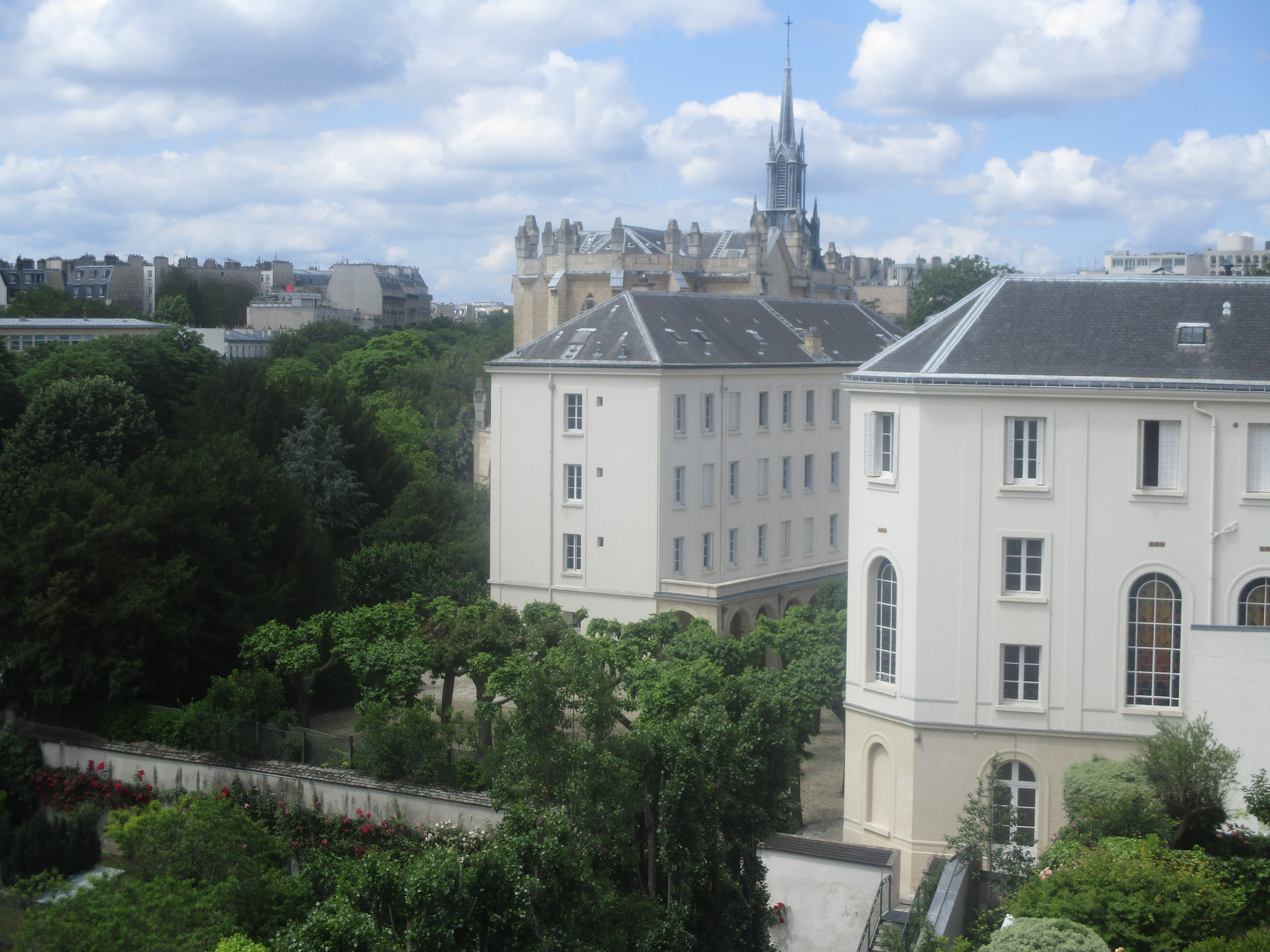
Sitz der Ordensgemeinschaft in Paris

Die Josefschwestern von Cluny (auch: Cluny-Schwestern) sind seit 1807 eine weltweit missionierende, unterrichtende und pflegende römisch-katholische Ordensgemeinschaft mit Sitz in Paris.

## Geschichte
Die 1807 von Anne-Marie Javouhey in Chalon-sur-Saône gegründete Ordenskongregation nahm 1812 ihren Sitz in Cluny und nannte sich künftig Sœurs (de) Saint-Joseph de Cluny (Ordenskürzel: S.J.C.), deutsch: „Josefschwestern von Cluny“,  auch kurz: „Cluny-Schwestern“ (englisch: Cluny Sisters) oder „Sankt Josef von Cluny-Schwestern“. Sie breitete sich in Frankreich aus, dann in den französischen Kolonien (Réunion 1816, Senegal 1819, Französisch-Guayana, Guadeloupe, Martinique, Saint-Pierre und Miquelon und Puducherry, in Indien 1822–1827).
Nach dem Tod der Gründerin folgte ihr 1851 ihre leibliche Schwester Rosalie Javouhey (1790–1868) in der Leitung nach. Sie erreichte 1854 die Anerkennung der Kongregation durch Papst Pius IX.
Generaloberin ist seit 2012 Claire Houareau SJC.

## Verbreitung
Der Kongregation gehören etwa 2600 Schwestern an (Stand 2017). Die weltweit 30 Ordensprovinzen überspannen alle Kontinente (stärkste Konzentration in Indien, im deutschsprachigen Raum nicht vertreten):
1. Europa: Frankreich-Schweiz, Italien, Spanien, Portugal, Polen, Großbritannien-Irland
2. Afrika: Zentralafrika, Westafrika, Angola/Guinea-Bissau, Guinea, Demokratische Republik Kongo, Senegal/Niger, Mosambik, Seychellen-Tansania, Madagaskar, Réunion
3. Amerika: USA und Kanada, Saint-Pierre und Miquelon, Westindien, Antillen/Guyana, Haiti, Brasilien, Paraguay/Argentinien, Peru-Kuba
4. Asien: Nordindien-Ebenen (Kalkutta), Nordostindien/Nepal (Kalimpong), Südindien (Tiruchirappalli), Südmittelindien (Salem), Südostindien (Puducherry), Südwestindien (Bangalore)
5. Australien und Pazifik: Australien/Papua-Neuguinea, Neuseeland/Philippinen, Französischer Pazifik